# Aşağıdolay, Bismil
Aşağıdolay là một xã thuộc huyện Bismil, tỉnh Diyarbakır, Thổ Nhĩ Kỳ. Dân số thời điểm năm 2008 là 104 người.